# Teatro Sant 'Apollinare
Teatro Sant' Apollinare bylo operní divadlo v Benátkách aktivní v letech 1651–1661.

## Historie
Operní divadlo vzniklo v obytném domě na dnešním Corte Petriana v okrese San Polo. Jelikož většina divadel v Benátkách byla pojmenovala po blízkém kostele, dostalo název Teatro San Apollinare (ačkoli kostel San Polo je blíže). Přestože šlo o velmi malé divadlo, bylo vybaveno na svou dobu výbornou divadelní technikou. Jeho impresáriem byl Giovanni Faustini, známý zejména jako libretista skladatele Francesca Cavalliho. Cavaliho operou La Calisto byl teké provoz divadla zahájen. Měsíc po premiéře však Giovanni Faustini zemřel a řízení divadla se ujal jeho bratr Marco Faustini. V divadle se uskutečnilo několik dalších premiér Cavalliho oper. Z finančních důvodů ukončilo divadlo činnost a po roce 1661 bylo divadlo demontováno.

## Premiéry v divadle Sant' Apollinare
- L'Oristeo (Francesco Cavalli, 1651)
- La Rosinda (Francesco Cavalli, 1651)
- La Calisto (Francesco Cavalli, 28. listopadu 1651)
- L'Eritrea (Francesco Cavalli, 17. ledna 1652)
- Pericle effeminato (Francesco Lucio, 7. ledna 1653)
- La guerriera spartana (Pietro Andrea Ziani, 1654)
- L'Eupatra (Pietro Andrea Ziani, 1655)
- Erismena (Francesco Cavalli, 30. prosince 1655)
- Le fortune di Rodope e Damira (Pietro Andrea Ziani, 1657)
- La pazzia in trono, overo Caligola delirante (Francesco Cavalli, 1660)